# Alícia de la Roche
Alicia de la Roche, senyora de Beirut, regent de Beirut (morta el 1282) va ser l'esposa de Joan II d'Ibelín, senyor de Beirut, al Regne de Jerusalem. Va ser la filla de Guido I, senyor d'Atenes. Alícia és denominada de vegades com a Alícia d'Atenes. Va ser regent de Beirut de la seva filla, la reina Isabel de Xipre, durant l'absència d'aquesta última a Xipre.

## Família
Alícia va néixer en una data desconeguda. Va ser un dels sis fills del Guido I de la Roche-sud-l'Ongon, senyor d'Atenes (1205-1263), i la seva esposa, que va ser la filla d'Hugo de Bruyeres, senyor de Karitena, amb una dona no identificada de la noble casa de Villehardouin. El seu avi patern va ser Otó I de la Roche-sud-l'Ongon, senyor d'Atenes. El seu pare Guido va ser nomenat duc d'Atenes el 1260 pel rei Lluís IX de França.

## Matrimoni i descendència
El 1249/1250, Alícia es va casar amb Joan II d'Ibelín, senyor de Beirut, el fill de Balian d'Ibelín, senyor de Beirut, i Esquiva de Montfaucon de Montbéliard. Va ser el net de Joan d'Ibelín, el Vell Senyor de Beirut i Melisenda d'Arsuf. El 1260 va dirigir un massiu atac al costat dels Cavallers Templaris a Galilea. Joan i els templaris van ser derrotats prop de Tiberíades pels turcomans. Joan va ser fet presoner i posteriorment rescatat.
Joan i Alícia van tenir dues filles:
- Isabel d'Ibelín, senyora de Beirut, reina de Xipre (1252 - 1282/novembre de 1283), es va casar primer amb el rei Hugo II de Xipre, en segon terme amb Haymo Léstrange, i finalment amb Guillaume Bervais. Els tres matrimonis van tenir fills.
- Esquiva d'Ibelín, senyora de Beirut (1253-1312), casada primer el 1274 amb Hunfred de Montfort, senyor de Tir, amb qui va tenir quatre fills, entre ells Rubèn de Montfort. Es va casar després el 1291 amb Guido de Lusignan, condestable de Xipre, amb el qual va tenir dos fills, el rei Hugo IV de Xipre, i Isabel de Lusignan. A la mort de la seva germana Isabel, que va morir sense descendència, Esquiva va heretar el senyoriu de Beirut. Va reclamar sense èxit el ducat d'Atenes per dret de la seva mare.[2]

Durant l'absència de la seva filla Isabel a Xipre, des de 1274 fins a 1277, Alócia va ser regent de Beirut.

## Llegat
Alicia va morir el 1282. El seu espòs Joan havia mort el 1264. Els seus nombrosos descendents inclogueren Anna de Lusignan, el rei Carles VIII de França, Anna de França i Maria I d'Escòcia.
El 1308, el seu nebot Guido II, duc d'Atenes, va morir sense hereus. La filla d'Alícia, Esquiva, va reclamar el ducat, però va perdre enfront de Gualter V de Brienne.